# Altmuehlopterus
Altmuehlopterus (лат.) — род птерозавров из семейства Germanodactylidae, живших во времена позднеюрской эпохи (150,8—145,0 млн лет назад) на территории современной Германии. Ископаемые образцы этого вида долгое время относили к роду Pterodactylus. Отличительной особенностью является гребень на голове.

## История изучения

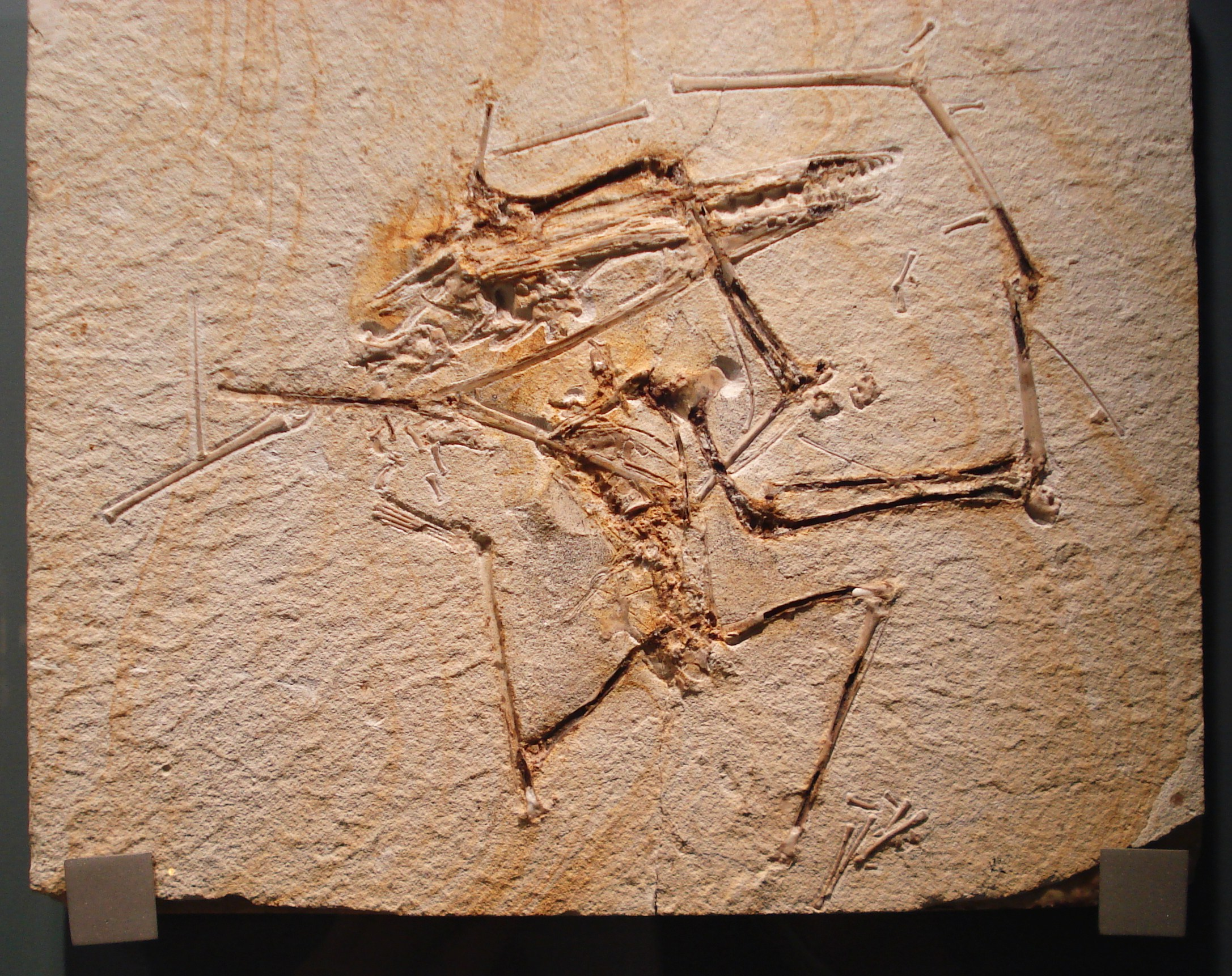
Ископаемый образец Germanodactylus ramphastinus

Germanodactylus ramphastinus (в 1858 году случайно изменённый на rhamphastinus Германом фон Майером) был назван в качестве отдельного вида задолго до G. cristatus и описан Иоганном Андреасом Вагнером в 1851 году как вид спорного ныне рода Ornithocephalus. Видовое название относится к тукану, ramphastinos на греческом. Он основан на образце BSP AS.I.745, скелете из немногим более молодых известняков Mörnsheimer, Дайтинг, Германия. Петер Велльнхофер отнёс его к Germanodactylus в 1970 году, хотя Майш и его команда посчитали, что образец заслуживает своего собственного родового названия, «Daitingopterus». Дэвид Анвин также причисляет к роду германодактилей некоторые разрозненные остатки из более старой формации Киммеридж Клэй, Дорсет, Англия; эти находки в то же время отмечены как самый ранний вид короткохвостых птерозавров в палеонтологической летописи.
В 1996 году Кристофер Беннетт предположил, что германодактиль представляет взрослых особей птеродактиля, но это предположение опровергли последующие исследования, включая его собственные. Последующая переоценка, сделанная Беннеттом в 2006 году, нашла оба вида валидными и включила в состав рода Germanodactylus: G. cristatus, известного по четырём образцам, включая два образца неполовозрелых особей, и G. rhamphastinus, известного по двум образцам. Род отличается от других птерозавров сочетанием особенностей: сильно заострённым кончиком челюсти; наличием 4—5 предчелюстных зубов и 8—12 челюстных зубов с каждой стороны верхней челюсти; крепкими верхнечелюстными зубами, которые, в отличие от зубов птеродактиля, не уменьшаются в размерах; назоанторбитальным окном, в два раза превышающем длину глазницы, а также некоторыми различиями в пропорциях. G. cristatus отличается от G. rhamphastinus отсутствием зубов в кончиках челюстей и меньшим количеством зубов (приблизительно 13 с каждой стороны верхней челюсти и около 12 в нижней части по сравнению с 16 верхними и 15 нижними зубами на каждой стороне для G. rhamphastinus).

## Описание
Дэвид Анвин охарактеризовал германодактиля как птерозавра «весом с ворона». Altmuehlopterus rhamphastinus был немного больше, с размахом крыльев в 1,08 м и длиной черепа в 21 см.

### Гребень
Германодактиль известен своим гребнем на голове, состоявшим как из костной части, так и из мягкой ткани, которая вдвое увеличивала его высоту. У вида G. rhamphastinus костная часть заходила вверх дальше, чем у вида G. cristatus. Мягкие ткани гребня не были известны на момент первого описания Беннеттом в 2002 году. Вероятно, они состояли из ороговевшего эпидермиса. Германодактиль — первый птерозавр, чьи мягкие ткани гребня стали известны, хотя, вероятно, они были широко распространены среди летающих рептилий. Сейчас такие гребни известны гораздо лучше. Из птерозавров, известных на сегодняшний день, наиболее базальной формой с таким гребнем считается австриадактиль, а наиболее продвинутыми — Hamipterus и тапежара. Darwinopterus и Cuspicephalus также обладали гребнями из «фиброзной» кости, что указывает на гомологичный характер появления, а не на гомоплазию.

## Систематика
Род германодактилей является неспециализированным по сравнению с другими птерозаврами мелового периода, и потому классификаторы помещали его в различные места в пределах отряда птерозавров. Ян Чжунцзянь, давший роду название, поместил его в собственное семейство Germanodactylidae. Беннетт включил его в семейство Pterodactylidae, а Александр Келлнер в своём филогенетическом анализе 2003 года нашёл его связанным с птеродактилем. Дэвид Анвин, с другой стороны, предпочитает считать его базальным джунгариптероидом, группой, питавшейся моллюсками. Майш с соавторами считают род германодактилей парафилетическим, что означает, что два вида не принадлежат одному роду. Для вида G. rhamphastinus они использовали название «Daitingopterus», однако правила МКЗН ими соблюдены не были, и потому это название считается nomen nudum. Тем не менее, Майш и его соавторы помещали оба вида германодактилей в группу Dsungaripteroidea, как Анвин. Видович и Мартилл в результате проведённого кладистического анализа пришли к выводу, что два вида были не только парафилетическими, но и совершенно различными. Они посчитали G. cristatus сестринским таксоном Dsungaripteroidea и Azhdarchoidea, а «G. rhamphastinus» — сестринским таксоном группы, которую они назвали Aurorazhdarchidae. Видович и Мартилл не предложили новое название для «G. rhamphastinus», но предположили, что образец этого вида может представлять взрослую особь Diopecephalus, если этот род признают валидным. Однако в своей следующей работе, опубликованной в 2017 году, Видович и Мартилл создали другой род для G. rhamphastinus — Altmuehlopterus.